# Johann Friedrich von Rosenfeld
Johann Friedrich Czekelius von Rosenfeld (auch Johann Friedrich Czekelius, ungarisch Czekelius János Frigyes; * 19. April 1739 in Hermannstadt; † 4. September 1809 ebenda) war ein siebenbürgischer Verwaltungsbeamter.

## Leben
Rosenfeld stammte aus der alten siebenbürgischen Familie Czekelius von Rosenfeld und war Sohn des Hermannstädter Bürgermeisters und k.k. Vizetruchses Johann von Rosenfeld (1713–1789). Er absolvierte das Hermannstädter Gymnasium und ging 1761 an die Universität Erlangen. Er studierte dort Rechtswissenschaft. Anschließend kam er als Consularsekretär und Vizenotar in seine Heimat zurück. 1773 wurde er zum Privinzialnotar ernannt, dann 1777 zum wirklichen Magistratsrat. 1781 erfolgte die Wahl zum Stuhl-Richter.
Rosenberg wurde 1783 in das Amt des Bürgermeisters von Hermannstadt gewählt. Bei der Neuorganisation der Verwaltung des Großfürstentums Siebenbürgen wurde er 1786 zum wirklichen Gubernialrat ernannt. Da jedoch Kaiser Joseph II. diese Reform 1790 rückgängig machte, wählten ihn die Hermannstädter erneut zum Bürgermeister, wobei er weiter den Titel des Gubernialrats trug und zugleich das Amt des Provinzialbürgermeisters übertragen bekam. Allerdings wurden gegen ihn Vorwürfe laut, dass er sein Amt missbraucht hätte. Am 18. April 1796 wurde er daher aus seinen Ämter beseitigt. Trotz fortwährender Bemühungen wurde er erst 1805 rehabilitiert und entschädigt.
Rosenberg war nur kurzzeitig zurück im öffentlichen Dienst, bevor er 1808 durch einen Schlaganfall gelähmt wurde. Er wird als siebenbürgischer Patriot eingeordnet. Sein Enkel war der Staatsmann Karl Ludwig von Rosenfeld.

## Werke (Auswahl)
- Das Recht des Eigenthums der sächsischen Nation in Siebenbürgen auf den ihr verliehenen Grund und Boden, Wien 1791.
- Ueber das ausschliessende Bürgerrecht der Sachsen in Siebenbürgen, Wien 1792.
- Ueber das Amt und die Würde eines Provinzial-Bürgermeisters in der Siebenbürg. Sächsischen Nation. In: Siebenbürgische Quartalsschrift, 4. Jahrgang 1795, S. 40–78.